# Arthrophyllum stonei
Arthrophyllum stonei là một loài thực vật có hoa trong Họ Cuồng cuồng. Loài này được A.L.Lim mô tả khoa học đầu tiên năm 1980.